# Eupsittula
Eupsittula — рід папугоподібних птахів родини папугових (Psittacidae). Представники цього роду мешкають в Мексиці, Центральній і Південній Америці та на Карибах. Раніше їх відносили до роду Аратинга (Aratinga), однак за результатами молекулярно-генетичного дослідження їх було переведено до відновленого роду Eupsittula.

## Види
Виділяють п'ять видів:
- Аратинга ямайський (Eupsittula nana)
- Аратинга мексиканський (Eupsittula canicularis)
- Аратинга бразильський (Eupsittula aurea)
- Аратинга рудоволий (Eupsittula pertinax)
- Аратинга кактусовий (Eupsittula cactorum)

## Етимологія
Наукова назва роду Eupsittula походить від сполучення слів дав.-гр. eu — добрий і ψιττακος — папуга.